# Max Ferdinand Perutz
Max Ferdinand Perutz, avstrijsko-britanski molekularni biolog, * 19. maj 1914, Dunaj, † 6. februar 2002, Cambridge.
Leta 1962 sta z Johnom Kendrewom prejela Nobelovo nagrado za kemijo za njune raziskave zgradbe hemoglobina in drugih globularnih beljakovin.